# Mame Seck Mbacké
Mame Seck Mbacké (Gossas, octubre de 1947-Dakar, 24 de diciembre de 2018) fue una escritora senegalesa en lengua francesa, fula y wolof.

## Trayectoria
Estudió en el Instituto des hautes études internationales de París y en la Sorbona y trabajó de diplomática y trabajadora social en Francia y Marruecos.

## Premios
- Premier Prix de Poésie, ministerio de cultura de Senegal, 1999

## Obra seleccionada
- Le chant des Séanes (1987)
- Poèmes en Etincelles (1999)
- Pluie – Poésie Les Pieds Sur La Mer(2000)
- Le Froid et le Piment, novela (2000)
- Qui est ma Femme?, ensayo (2000)
- Les Alizés de la Souffrance: Poèmes (2001)
- Lions de la Teranga: L’Envol Sacré(2006)